# Občina Moravče

Občina Moravče - Slovinsko

Občina Moravče je jednou z 212 občin ve Slovinsku. Rozkládá se ve Středoslovinském regionu. Je jednou z 25 občin regionu. Rozloha občiny je 61,4 km2 a v lednu 2014 zde žilo 5173 lidí. V občině je celkem 49 vesnic. Správním centrem občiny je vesnice Moravče.

## Poloha, popis
Rozkládá se na severovýchod od centra Lublaně, ve vzdálenosti zhruba 18 km. Při severním okraji území občiny prochází dálnice A1, avšak občina nemá na dálnici přímé napojení.
Nadmořská výška území občiny je zhruba od 320 m na západě až po téměř 880 m ve východní části. Průměrná nadmořská výška je okolo 500 m.
Sousedními občinami jsou : Lukovica na severu, Zagorje ob Savi na východě, Dol pri Ljubljani a Litija na jihu a Domžale na západě.

## Zajímavosti v občině
- Zámek TuštanjZámek Tuštanj

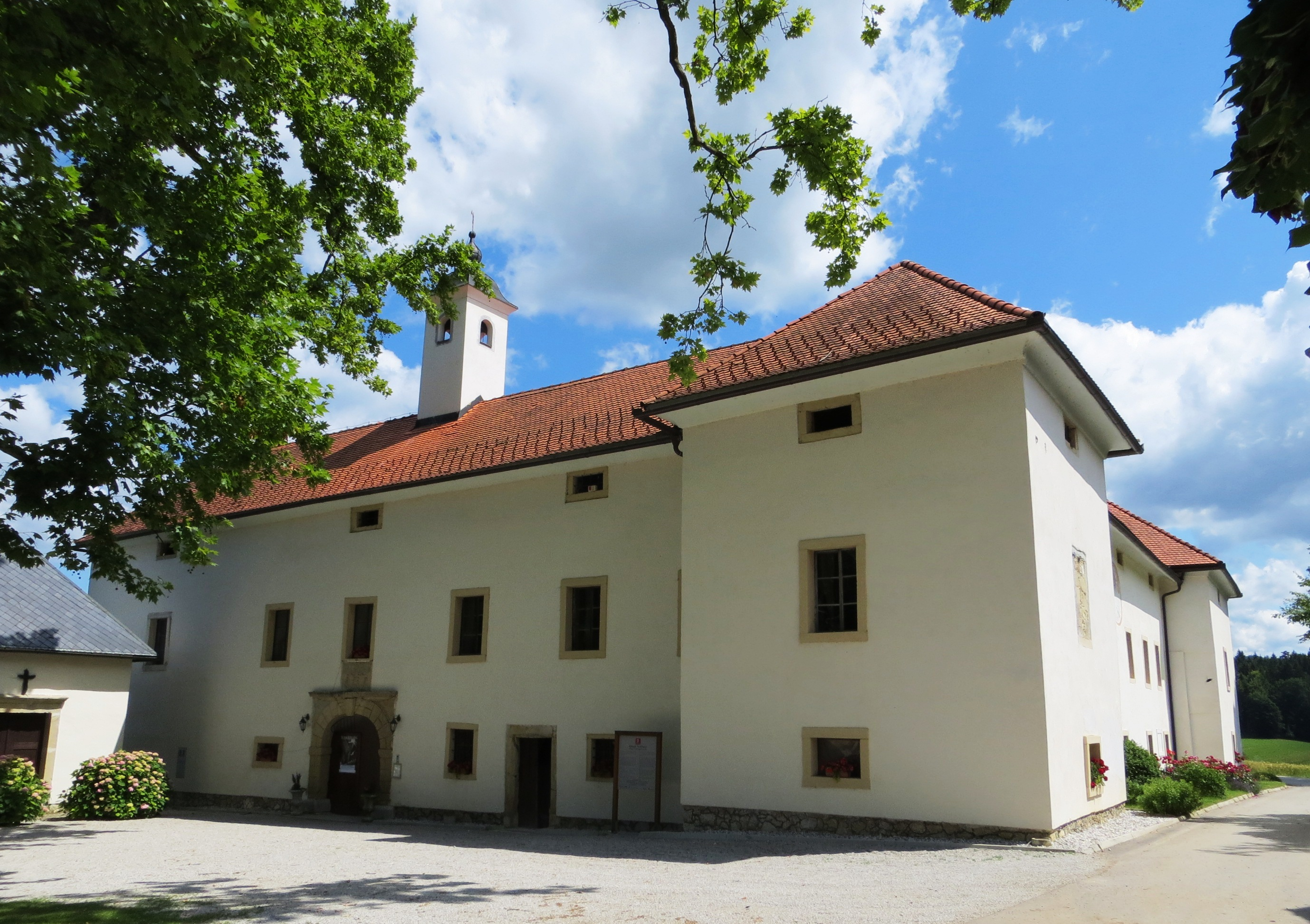
Zámek Tuštanj

- Cicelj (836 m n. m.) – nejnavštěvovanější vrchol

## Vesnice v občině
Dešen, Dole pod Sv. Trojico, Dole pri Krašcah, Drtija, Dvorje, Češnjice pri Moravčah, Gabrje pod Limbarsko Goro, Gora pri Pečah, Gorica, Goričica pri Moravčah, Hrastnik, Hrib nad Ribčami, Imenje, Katarija, Krašce, Križate, Limbarska Gora, Moravče, Mošenik, Negastrn, Peče, Ples, Podgorica pri Pečah, Podstran, Pogled, Pretrž, Prikrnica, Rudnik pri Moravčah, Selce pri Moravčah, Selo pri Moravčah, Serjuče, Soteska pri Moravčah, Spodnja Dobrava pri Moravčah, Spodnja Javoršica, Spodnji Prekar, Spodnji Tuštanj, Stegne, Straža pri Moravčah, Sveti Andrej, Velika vas, Vinje pri Moravčah, Vrhpolje pri Moravčah, Zalog pri Kresnicah, Zalog pri Moravčah, Zgornja Dobrava, Zgornja Javoršica, Zgornje Koseze, Zgornji Prekar, Zgornji Tuštanj